# Jolimont (Suisse)
Pour les articles homonymes, voir Jolimont.
Le Jolimont est une colline de Suisse culminant à 603 m d'altitude.

## Géographie
Le Jolimont est une colline molassique et tabulaire culminant à 603 m d'altitude, située en avant-poste du massif du Jura, mais dont elle est séparée au nord-ouest par une plaine marécageuse traversée par le canal de la Thielle. Le Jolimont est situé entre les lacs de Neuchâtel et Bienne, sur les communes de Erlach (Cerlier), Gals (Chules), Gampelen (Champion) et Tschugg.
On y trouve en son sommet trois blocs erratiques amenés ici par le glacier du Rhône lors de la dernière glaciation. Surnommé « Pierre du Diable » (Tüfelsburdi, soit Teufelsburde en allemand), ce groupe de roches, d'un volume de 400 m3, provient du val de Bagnes. Il est protégé depuis 1872 et comprend aussi des pierres à cupules ainsi que des tumulus.
Le secteur est entouré de nombreux fortins militaires abandonnés, vestiges des fortifications de Morat, un ensemble fortifié en trois secteurs construit durant la Première Guerre mondiale et destiné à protéger le pays en cas d'éventuelles attaques venant du nord.
À l'extrémité nord-est du plateau sommital, au-dessus de Cerlier, se dresse la villa Jolimont. Cette ancienne résidence de la famille De Pury érigée au XIXe siècle abrite depuis 1963 des cours et camps de musique classique pour jeunes prodiges.

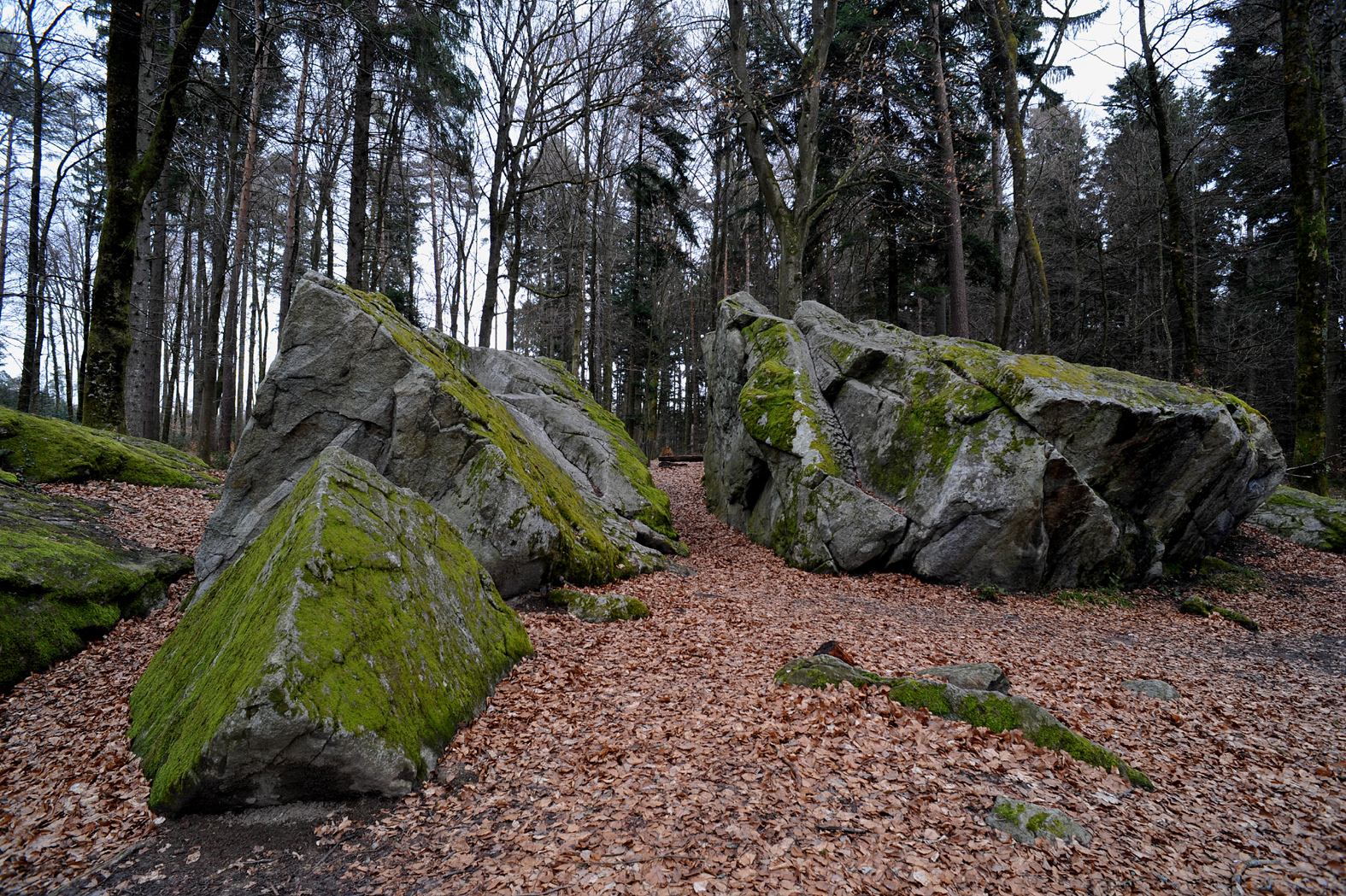
Blocs erratiques sur le Jolimont.